# Myon (Doubs)
Myon ist eine französische Gemeinde mit 181 Einwohnern (Stand: 1. Januar 2022) im Département Doubs in der Region Bourgogne-Franche-Comté.

## Geographie
Myon liegt auf 335 m, etwa 25 Kilometer südlich der Stadt Besançon (Luftlinie). Das Bauerndorf erstreckt sich im Jura, in einem Talbecken, das von der Conche durchflossen wird, kurz vor ihrer Mündung in den Lison, am Fuß des Mont du Peu.
Die Fläche des 16,06 km² großen Gemeindegebiets umfasst einen Abschnitt des französischen Juras. Das Gebiet wird von Süden nach Norden vom Ruisseau de la Conche durchquert, zunächst in einem engen, dicht bewaldeten Tal, das sich jedoch allmählich öffnet und bei Myon ein breites Talbecken bildet. Nordöstlich des Dorfes mündet der Bach in den Lison, der hier in einem großen Bogen den Montbergeret (425 m) umfließt. Das Tal der Conche wird auf beiden Seiten von waldigen Höhen flankiert. Im Westen befinden sich der Bois de la Chainée (bis 560 m) und der Mont du Peu (458 m). Nach Osten erstreckt sich das Gemeindeareal über den Bois Monniot (507 m) und den Bois les Planches bis auf die Höhen des Bois de Séchin (570 m) und ganz im Süden auf die Felskrete des Rocher de Champharon, auf dem mit 607 m die höchste Erhebung von Myon erreicht wird.
Nachbargemeinden von Myon sind Échay und Lizine im Norden, Éternoz-Vallée-du-Lison im Osten, Salins-les-Bains und Saint-Thiébaud im Süden sowie Ivrey und Bartherans im Westen.

## Geschichte
Verschiedene Funde weisen darauf hin, dass das Gemeindegebiet von Myon bereits in prähistorischer Zeit besiedelt war. Im Mittelalter bildete Myon eine eigene kleine Herrschaft. Zusammen mit der Franche-Comté gelangte das Dorf mit dem Frieden von Nimwegen 1678 an Frankreich.

## Sehenswürdigkeiten
Die Dorfkirche Mariä Himmelfahrt von Myon wurde im 18. Jahrhundert erbaut. Erhalten sind die Ruinen einer mittelalterlichen Burg. Der alte Ortskern ist durch zahlreiche Bauernhäuser im charakteristischen Stil der Franche-Comté aus dem 17. bis 19. Jahrhundert geprägt.

## Bevölkerung
| Jahr                       | 1962 | 1968 | 1975 | 1982 | 1990 | 1999 | 2016 |
| Einwohner                  | 253  | 208  | 168  | 155  | 183  | 201  | 187  |
| Quellen: Cassini und INSEE |      |      |      |      |      |      |      |

Mit 181 Einwohnern (Stand 1. Januar 2022) gehört Myon zu den kleinen Gemeinden des Départements Doubs. Nachdem die Einwohnerzahl in der ersten Hälfte des 20. Jahrhunderts deutlich abgenommen hatte (1891 wurden noch 333 Personen gezählt), wurde seit Beginn der 1980er Jahre wieder ein leichtes Bevölkerungswachstum verzeichnet.

## Wirtschaft und Infrastruktur
Myon war bis weit ins 20. Jahrhundert hinein ein vorwiegend durch die Landwirtschaft (Ackerbau, Obstbau und Viehzucht) und die Forstwirtschaft geprägtes Dorf. Daneben gibt es heute einige Betriebe des lokalen Kleingewerbes. Viele Erwerbstätige sind auch Wegpendler, die in den größeren Ortschaften der Umgebung ihrer Arbeit nachgehen.
Die Ortschaft liegt abseits der größeren Durchgangsstraßen an der Departementsstraße D15, die von Quingey nach Éternoz führt. Weitere Straßenverbindungen bestehen mit Cussey-sur-Lison, Salins-les-Bains und Alaise.